# 팔달구
팔달구(八達區)는 경기도 수원시 중앙부에 위치한 구이다. 경기도청, 수원시청, 수원세무서, 경인지방병무청 등 여러 관공서가 위치한다.

## 역사
- 1993년 2월 1일 팔달구를 신설하였다.[3]

| 구 행정구역                                  | 신 행정구역                                  |
| -------------------------------------------- | -------------------------------------------- |
| 장안구 팔달동·남향동·지동·우만동·이의동      | 팔달구 팔달동·남향동·지동·우만동·이의동      |
| 권선구 인계동·매탄1동·매탄2동·매탄3동·원천동 | 팔달구 인계동·매탄1동·매탄2동·매탄3동·원천동 |

- 1993년 12월 1일 우만동을 우만1동·우만2동으로 분동하였다.
- 1994년 7월 20일 매탄2동에서 매탄4동을 분동하였다.
- 1994년 12월 26일 용인군 기흥읍 영덕리 일부와 화성군 태안읍 영통리·신리 일부·망포리 일부를 원천동에 편입하였다.
- 1995년 4월 20일 화성군 태안읍 신리·망포리를 매탄3동에 편입하였다.
- 1999년 10월 1일 원천동에서 영통동을 분동하였다.
- 2000년 6월 24일 영통동을 영통1동·영통2동으로 분동하였다.
- 2003년 2월 10일 매탄3동에서 태장동을 분동하였다.
- 2003년 11월 24일 영통구가 분구되어 매탄1동·매탄2동·매탄3동·매탄4동·원천동·이의동·영통1동·영통2동·태장동이 영통구로 분리되었고, 장안구 신안동·화서1동·화서2동과 권선구 매교동·매산동·고등동을 편입하였다.[4]

| 구 행정구역                     | 신 행정구역                            | 법정구역                          |
| ------------------------------- | -------------------------------------- | --------------------------------- |
| 매탄1동·매탄2동·매탄3동·매탄4동 | 영통구 매탄1동·매탄2동·매탄3동·매탄4동 | 매탄동                            |
| 원천동                          | 영통구 원천동                          | 원천동                            |
| 이의동                          | 영통구 이의동                          | 이의동·하동                       |
| 영통1동·영통2동                 | 영통구 영통1동·영통2동                 | 영통동(영통3동으로 분동)          |
| 태장동                          | 영통구 태장동                          | 신동·망포동(현재 망포1동 망포2동) |
| 장안구 신안동                   | 팔달구 신안동                          | 북수동·장안동·신풍동              |
| 장안구 화서1동·화서2동          | 팔달구 화서1동·화서2동                 | 화서동                            |
| 권선구 매교동                   | 팔달구 매교동                          | 매교동·교동                       |
| 권선구 매산동                   | 팔달구 매산동                          | 매산로1가·매산로2가·매산로3가     |
| 권선구 고등동                   | 팔달구 고등동                          | 고등동                            |

- 2007년 8월 6일 팔달동·남향동·신안동을 행궁동으로 합동하였다.
- 2014년 4월 5일 청사를 우만동 월드컵경기장 청사에서 매향동의 신청사로 이전하였다.
- 2017년 영통3동 신설로 영통구 구역조정 변경

## 지리
팔달구는 수도 서울의 외곽을 차지하고 있는 경기도 수부(首府) 도시인 수원시의 중심권역에 위치하고 있으며 동쪽으로는 영통구, 서쪽으로는 권선구, 북쪽으로는 장안구와 경계를 접하고 있다. 팔달구의 중심에는 수원이 한눈에 내려다 보이는 수원팔경의 아름다움을 간직한 팔달산이 솟아있고 자연형 하천인 수원천이 도심을 통과하고 있다.

## 행정 구역
인구는 2023년 12월 31일 기준이다.

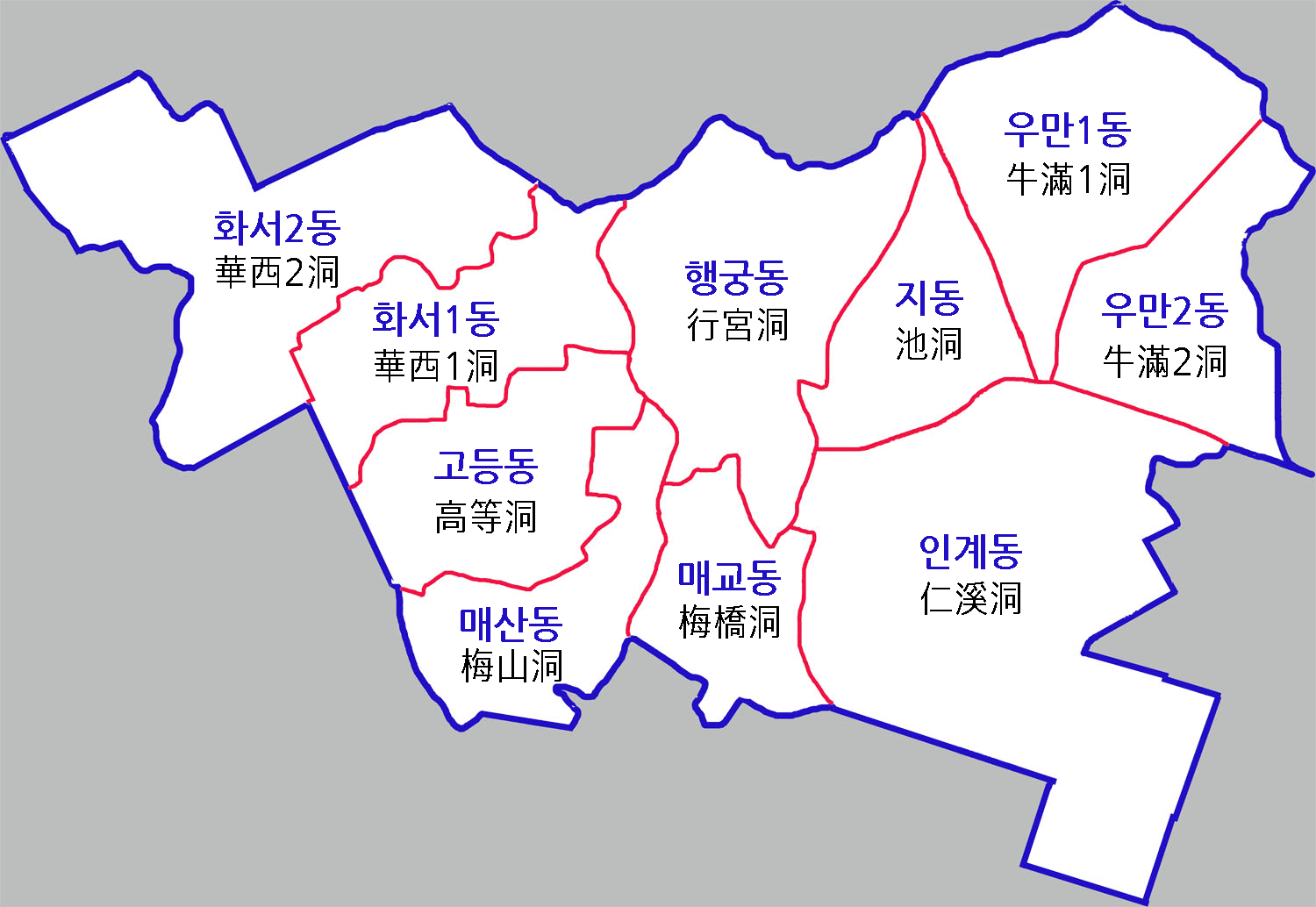
팔달구의 행정구역

| 행정동  | 한자    | 면적 (km2) | 세대   | 인구 (명) |
| ------- | ------- | ---------- | ------ | --------- |
| 매교동  | 梅校洞  | 0.34       | 9,343  | 21,454    |
| 매산동  | 梅山洞  | 0.48       | 5,896  | 9,878     |
| 고등동  | 高等洞  | 1.01       | 9,380  | 19,903    |
| 화서1동 | 華西1洞 | 0.58       | 9,722  | 21,214    |
| 화서2동 | 華西2洞 | 1.34       | 9,376  | 24,342    |
| 지동    | 池洞    | 0.48       | 5,374  | 9,841     |
| 우만1동 | 牛滿1洞 | 0.86       | 10,633 | 18,738    |
| 우만2동 | 牛滿2洞 | 0.97       | 7,883  | 16,802    |
| 인계동  | 仁溪洞  | 2.91       | 24,840 | 45,608    |
| 행궁동  | 行宮洞  | 1.57       | 6,058  | 9,433     |
| 팔달구  | 八達區  | 6.89       | 98,505 | 197,213   |

## 문화
유네스코 지정 세계문화유산으로 등록된 세계의 대표적인 성곽인 수원화성을 비롯하여 팔달문, 화서문, 창성사진 각국사대각원조탑비 등 국가지정 문화재와 팔달문 동종, 봉녕사 불화 등 귀중한 고적을 보존하고 있는 역사문화 유적의 도시이다. 국내 최대 규모를 자랑하는 야외음악당, 청소년문화센터, 효원공원 등 시민휴식공간과 문화공간이 어우러져 전원, 휴식기능이 있는 '삶의 질 향상'을 위한 으뜸 도시로써 자리매김하고자 노력하고 있다.
- 수원화성박물관
- 수원시민회관
- 수원야외음악당
- 경기도 문화의 전당
- 무형문화재 전수회관

## 스포츠 및 문화 시설
- 수원월드컵경기장
- KBS 수원아트홀
- KBS 경인방송센터(KBS경인)
- KBS 수원센터

## 교육 기관
- 사립대학교

|  | - 아주대학교 |

### 도서관
- 선경도서관
- 수원중앙도서관

## 같이 보기
- 수원시
- 권선구
- 영통구